# São João do Oeste
São João do Oeste är en kommun i Brasilien.   Den ligger i delstaten Santa Catarina, i den södra delen av landet, 1 400 km söder om huvudstaden Brasília. Antalet invånare är 6 035.
Omgivningarna runt São João do Oeste är en mosaik av jordbruksmark och naturlig växtlighet. Runt São João do Oeste är det ganska glesbefolkat, med 35 invånare per kvadratkilometer.